# Paolo Romano (Bildhauer)

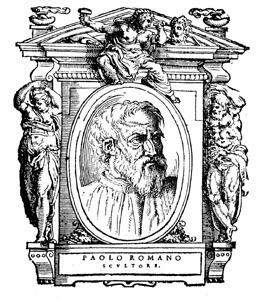
Paolo Romano, Bildnis aus der Vasari-Ausgabe von 1568

Paolo Romano, auch Paolo di Mariano, Paolo Taccone, Paolo di Mariano di Tuccio Tacconi da Sezze (* um 1412 in Sezze (Latium); † nach 1470 in Rom), war ein italienischer Bildhauer. Er zählt zu den ambitioniertesten Bildhauern seiner Zeit.

## Leben und Werk

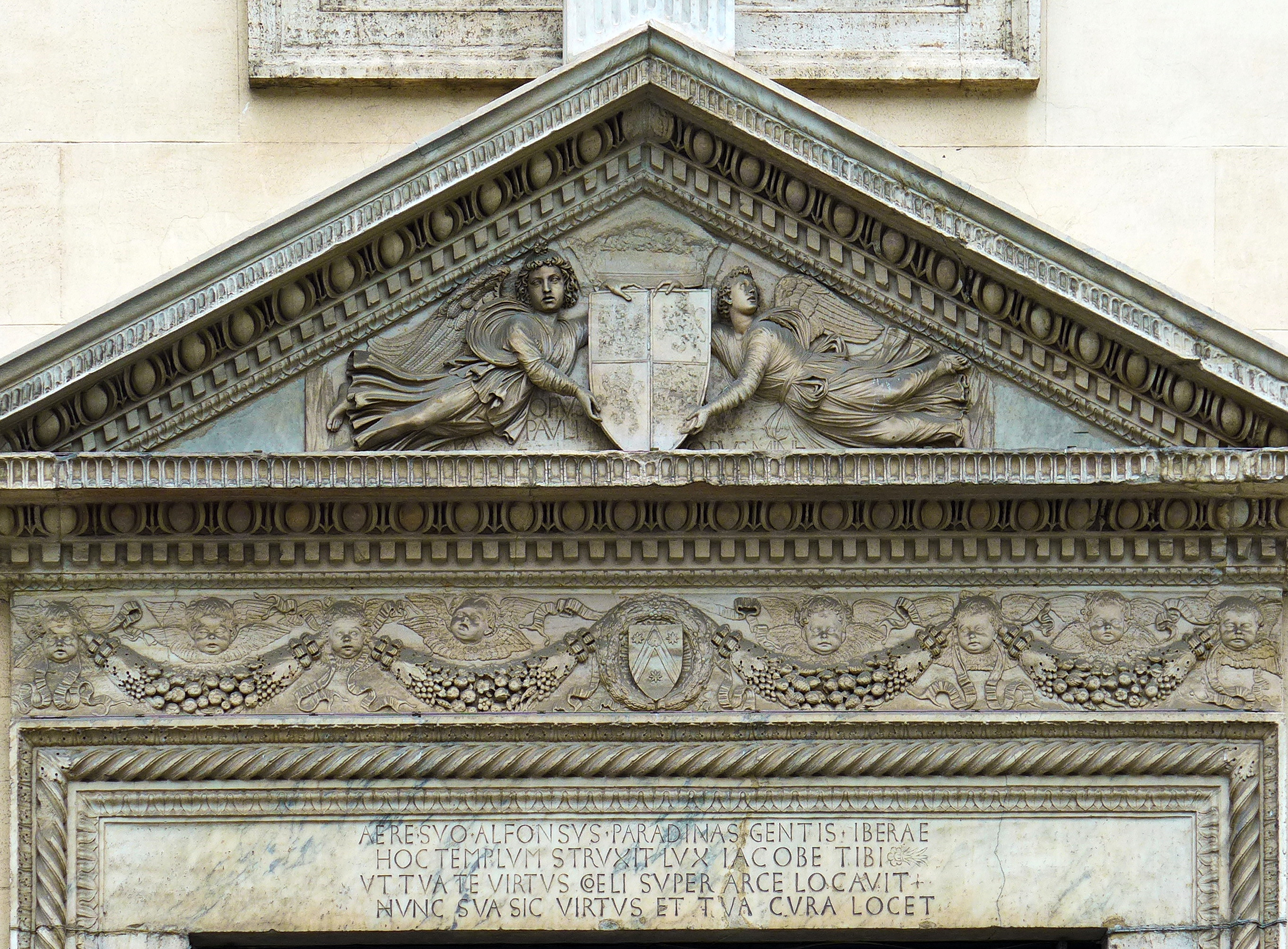
Tympanon der Kirche San Giacomo degli Spagnoli, Rom – OPUS PAULI

Als genialster Umsetzer päpstlicher Aufträge auf dem Gebiet der Skulptur zur Zeit Pius II. wird Paolo Romano betrachtet; er war der einzige örtliche Meister, der im Verlauf des Quattrocento so große Bedeutung gewann, dass ihn Giorgio Vasari einer Biographie würdigte.
Einen Teil der Vita des Paolo Romano verwendet Vasari mit der Beschreibung einer Rivalität mit einem maestro Mino scultore, dem sonst unbekannten Mino del Reame, die Paolo Romano in einer Art Wettkampf für sich entscheiden konnte.
Paolo wurde von Papst Pius II. in die Päpstliche Familie aufgenommen.
Giancristoforo Romano, Sohn des Isaia da Pisa, möglicherweise einer der Schüler von Andrea Bregno, hat schuf ein Epigramm auf ihn in der Kirche Santa Maria in Aracoeli, welches aber unter Papst Clemens VIII. entfernt wurde.

### Werke (Auswahl)

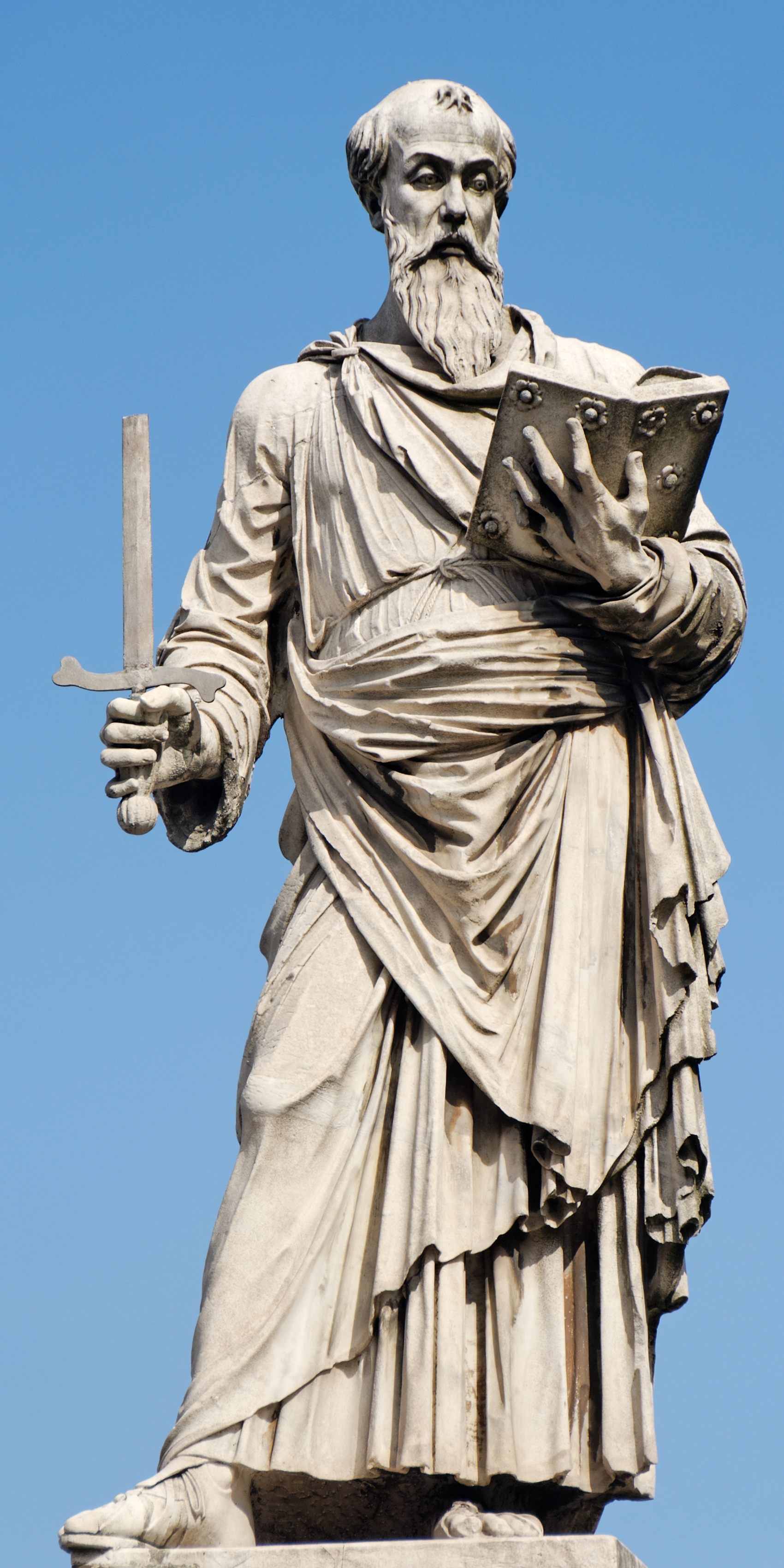
Apostel Paulus, Engelsbrücke

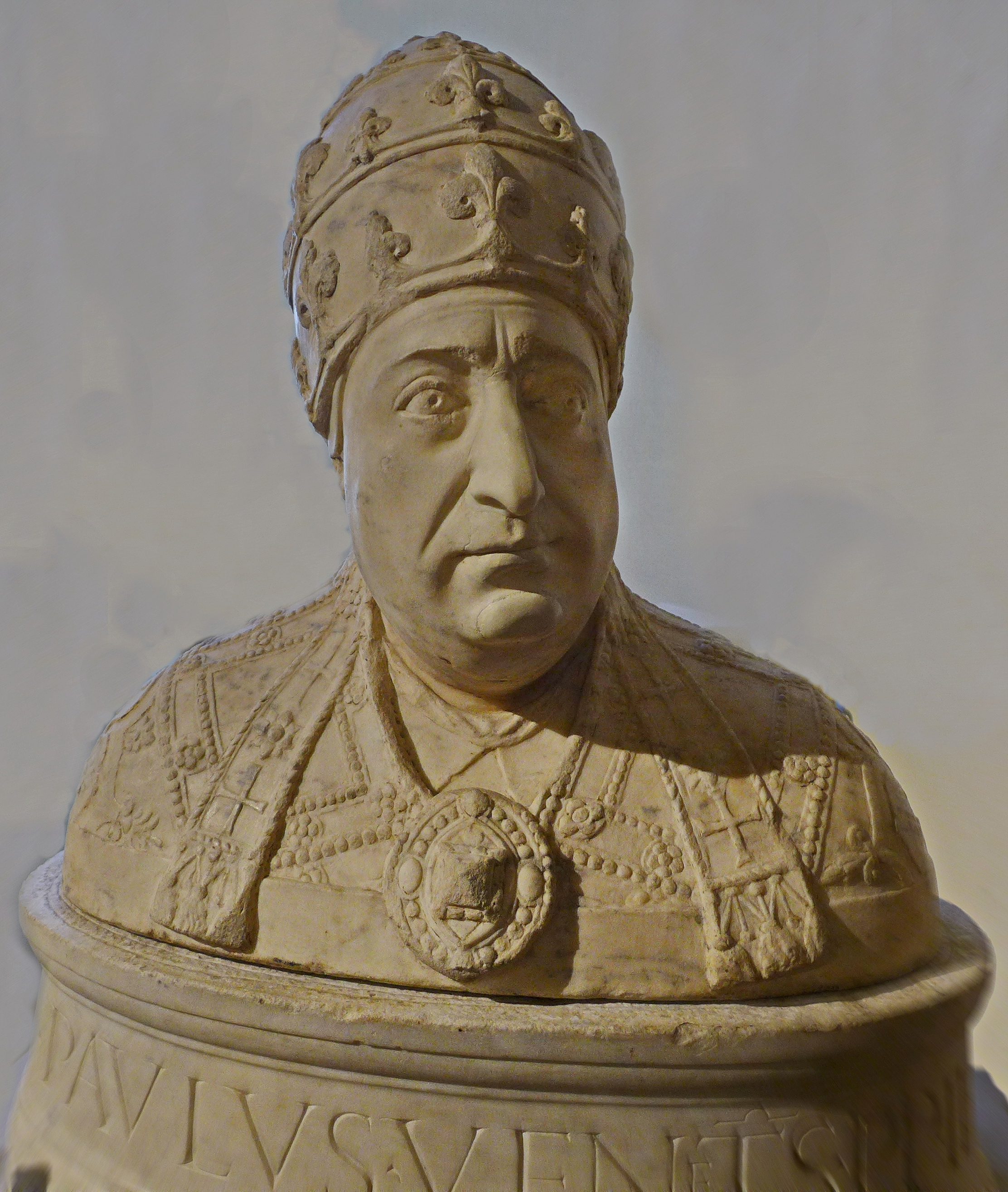
Portraitbüste Papst Paul II. Palazzo Venezia

Die meisten Werke können anhand der Abrechnungen mit Paolo di Mariano da Sezze zugeordnet werden.
- Der linke, der beiden das Wappen tragenden Engel im Tympanon der Kirche San Giacomo degli Spagnoli, Rom (1450); signiert OPUS PAULI.
- Drei Marmorfensterrahmen für den Senatorenpalast auf dem Kapitol in Rom im Auftrag Papst Nikolaus V. (1451)[4]
- Zwei Kapellen auf der Engelsbrücke (1451)[5]
- Mitarbeit am Triumphbogen des Castel Nuovo in Neapel gemeinsam mit Isaia da Pisa (1453–1458)[6]
- Kolossalstatuen der Apostel Petrus und Paulus im Auftrag Papst Pius II. bestimmt für die beiden Seiten des Treppenaufgangs zur Peterskirche (1461–1462) – heute im Päpstlichen Palast.
- Statue des Heiligen Andreas im antikisierenden Tempelchen an der Milvischen Brücke, wo der Papst am Pfingstsonntag des Jahres 1462 feierlich die Reliquie des Schädels des Apostels in Empfang genommen hat[7].
- Büste des Papstes Pius II. (1463) – heute in den Vatikanischen Museen[8]
- Benediktionskanzel an den Stufen der Peterskirche (1463)[9]
- Mitarbeit am Reliquientabernakel des Apostels Andreas in der Peterskirche (1463)
- Büste des Papstes Paul II. im Palazzo Venezia[10]
- Kolossalstatue des Apostels Paulus (1463/1464)für den Treppenabsatz der Apostel-Basilika – heute auf der Engelsbrücke (ergänzt um das Schwert)
- Altar in der Kirche Sant’Agnese fuori le mura (1467)[11]
- Grabmonument für Kardinal Ludovico Trevisan in der Kirche San Lorenzo in Damaso (1467)[12]
- Reliefdarstellung der Reiterfigur Sigismondo Malatestas – heute im Louvre, Paris (posthum fertiggestellt 1484)
- Grabmonument für Papst Pius II. in St. Peter zusammen mit vier weiteren Bildhauern, wie Vasari anführt – heute in der Kirche Sant’Andrea della Valle